# Йодо
Йо́до, Йодо-Гава (яп. 淀川 ёдогава) — река на острове Хонсю, Япония. Протекает по территории префектур Сига, Киото и Осака. Длина реки 75 км, площадь бассейна 8240 км². На территории бассейна реки проживает около 11 млн человек, что составляет около 9 % населения Японии и более половины населения региона Кансай.
Средний расход воды (в районе Хиракаты, 25,9 км от устья) — 272,05 м³/с или 270,8 м³/с. Максимальный расход воды притоков Йодо наблюдается во время таяния снегов (март-апрель), в сезон дождей (июнь-июль) и в сезон тайфунов (сентябрь-октябрь). При этом, течение самой Йодо стабильнее большинства японских рек благодаря большому объёму озера Бива и отличиям в водном режиме её притоков.
Единственная река, вытекающая из южной части озера Бива в городе Оцу, административном центре префектуры Сига. Высота истока — 85 м над уровнем моря. Начинаясь как река Сета (яп. 瀬田川 Сэта-гава, Сета-Гава), последовательно меняет наименования на  Удзи (яп. 宇治川 Удзи-гава, Удзи-Гава) и затем на собственно Йодо: так она именуется после слияния Удзи с реками Кацура и Кидзу в районе границы префектур Киото и Осака. Ещё одним важным притоком является Кандзаки. Длина участка под названием Йодо составляет около 20 км. Река впадает в Осакский залив в границах города Осака.

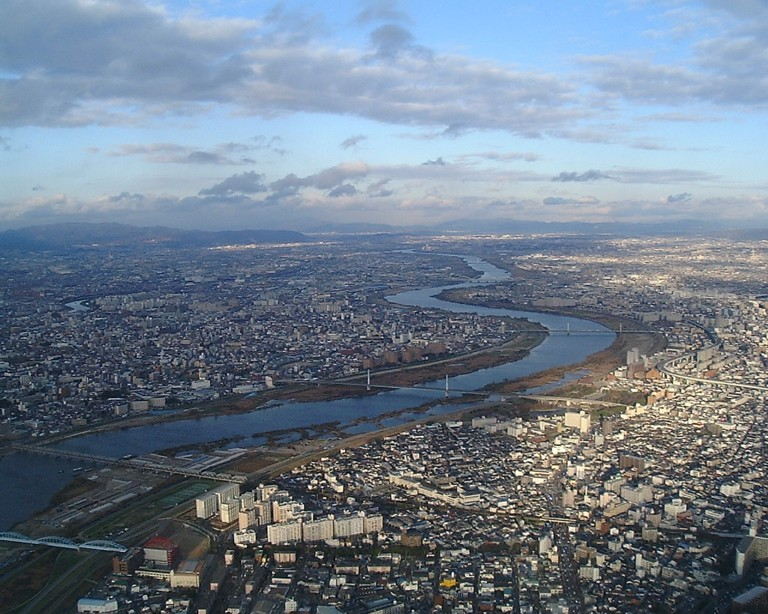
Река Йодо в районе Миякодзима города Осака

Основное русло в границах префектур Сига, Киото и Осака классифицируется по принятой в Японии системе как река первого класса.
На реке лежат такие крупные города, как Осака и Оцу.
Бассейн Йодо состоит из бассейнов озера Бива (3802 км²), реки Удзи (то есть среднего течения Йодо, 506 км²), реки Кидзу (1647 км²), реки Кацура (1152 км²), низовьев Йодо (521 км²) и реки Кандзаки (612 км²). 71,9 % площади бассейна гористые, 28,1 % — равнинные территории. Среднегодовая норма осадков составляет 1880 мм в районе озера Бива и 1400 мм в низовьях реки, в среднем — 1600 мм.
Вода реки используется для ирригации и в гидроэнергетике.
В низовьях Йодо большая часть застроенной территории лежит ниже уровня реки. По оценкам, более 90 % заселённой территории в Осаке находится в зоне повышенного риска наводнений. В XX веке крупнейшие наводнения на Йодо происходили в 1919, 1953 и 1959 годах. В сентябре 1959 года наводнение, вызванное тайфуном, привело к гибели 1674 человек (включая пропавших без вести) и полному разрушению 5051 домов. В случае половодья перекрывается плотина Сэтагава у истока Йодо, и озеро Бива играет роль водохранилища. На 2002 год на реке расположено восемь плотин.